# Robert Christgau
Robert Christgau (ur. 18 kwietnia 1942) – amerykański dziennikarz, krytyk muzyczny; który sam siebie obwołał „naczelnym amerykańskim krytykiem rockowym” (ang. Dean of American Rock Critics).

## Życiorys i działalność
Dorastał w Nowym Jorku, jak sam twierdzi, muzyką rockową zainteresował się po przyjeździe do miasta Alana Freeda w 1954. W 1962 uzyskał stopień licencjata z języka angielskiego w Dartmouth College. Początkowo pisał opowiadania, następnie był dziennikarzem sportowym, wreszcie dostał posadę w gazecie „The Star-Ledger” w Newark. Po opublikowaniu jednego z jego reportaży w magazynie „New York”, na początku 1967 otrzymał propozycję pracy w magazynie „Esquire”. W 1969 w wyniku zamknięcia redagowanej przez siebie kolumny przeniósł się do The Village Voice. W 1971 opracował i zainaugurował sondę Pazz & Jop; wyniki są publikowane na łamach „The Village Voice” corocznie w lutym. Przez kilkanaście lat prowadził na łamach gazety kolumnę Consumer Guide. W 1972 objął posadę krytyka w tabloidzie „Newsday”. Od lat 90. recenzje były równolegle publikowane na oficjalnej stronie internetowej dziennikarza.
Z „The Village Voice” odszedł w sierpniu 2006, krótko po przejęciu gazety przez spółkę Village Voice Media. Od grudnia 2006 kolumna Christgau w „Newsday” była publikowana online za pośrednictwem serwisu MSN Music (od czerwca 2007 co miesiąc). Pierwotnie dział zawierał 18-20 krótkich recenzji zakończonych klasyfikacją od A+ do E-. W 1990 Christgau zmienił formułę zamieszczania recenzji, grupując je tematycznie (od najsłabszych do najlepszych albumów wydanych w danym miesiącu). Od sierpnia do końca 2007 był dziennikarzem Rolling Stone. Od marca 2008 do zamknięcia gazety w marcu 2009 wchodził w skład zespołu redakcyjnego magazynu „Blender”.
Jako najlepszych muzyków w historii wymienia takich jak Louis Armstrong, Thelonious Monk, Chuck Berry, The Beatles i New York Dolls.